# Тјентиште
Тјентиште је насељено мјесто у општини Фоча, Република Српска, БиХ. Према подацима пописа становништва 2013. године, у насељеном мјесту Тјентиште укупно је пописано 94 лица.

## Географија
Тјентиште је историјско-географски локалитет, котлинско проширење у долини реке Сутјеске. По дужини има три а по ширини један километар, док му се дно налази на око 560 метара надморске висине. Налази се између клисуре Просјеченице и Ћуревске клисуре, недалеко од Фоче.
Над Тјентиштем се дижу огранци Зеленгоре, Милинкладе и Љубин гроб, а са десне стране Волујак, Маглић, Вучево, Перућица и Драгош-седло. Тјентиште се налази у оквиру националног парка Сутјеска.

## Историја
У близина Тјентишта се налази меморијални комплекс „Долина хероја“. У њему су 1971. године подигнути споменик (аутора Миодрага Живковића) и костурница палих бораца у бици на Сутјесци. У спомен-музеју уписана су имена више од 7.000 бораца палих у бици на Сутјесци.

## Становништво
|             | 2013.       | 1991.         | 1981.         | 1971.         |
| Укупно      | 94 (100,0%) | 393 (100,0%)  | 416 (100,0%)  | 422 (100,0%)  |
| Срби        | 66 (70,21%) | 131 (33,33%)  | 172 (41,35%)  | 188 (44,55%)  |
| Бошњаци     | 28 (29,79%) | 226 (57,51%)1 | 207 (49,76%)1 | 208 (49,29%)1 |
| Југословени | –           | 19 (4,835%)   | 15 (3,606%)   | 5 (1,185%)    |
| Остали      | –           | 17 (4,326%)   | 1 (0,240%)    | 4 (0,948%)    |
| Црногорци   | –           | –             | 17 (4,087%)   | 14 (3,318%)   |
| Хрвати      | –           | –             | 4 (0,962%)    | 2 (0,474%)    |
| Словенци    | –           | –             | –             | 1 (0,237%)    |

1. 1 На пописима од 1971. до 1991. Бошњаци су пописивани углавном као Муслимани.

## OK фест
ОК фест је музички догађај, који својим циљем, програмом и садржајима настоји да врати “стари сјај” Националном парку Сутјеска и постане један од значајнијих регионалних фестивалских догађаја. ОК фест одржава се сваке године, првог викенда у јулу мјесецу на Тјентишту (општина Фоча). Осим богатог музичког програма љубитељима добре забаве, авантуре, дружења и природе нуде се бројни садржаји у оквиру забавно – едукативних зона:
Адреналин зона: рафтинг на Тари; посјета прашуми Перућици; планинарска шетња до подножја Маглића; спортске активности: баскет, одбојка на плажи, мали фудбал, пливање...
Агора зона: интересантне панел дискусије и мини конференције у сарадњи са партнерским омладинским и студентским организацијама;
Умјетничка зона: музички концерти, ревије студентских филмова и студентске представе, те пројекције свјетских филмских остварења.

## Галерија
- Стаза према споменику битке на Сутјесци
- Базен на Тјентишту
- Базен на Тјентишту
- Базен на Тјентишту
- Споменик